# ATP World Tour 2009
ATP World Tour 2009 – sezon profesjonalnych męskich turniejów tenisowych organizowanych przez Association of Tennis Professionals w 2009 roku. ATP World Tour 2009 obejmuje turnieje wielkoszlemowe (organizowane przez International Tennis Federation), turnieje rangi ATP World Tour Masters 1000, ATP World Tour 500, ATP World Tour 250, zawody Pucharu Davisa (organizowane przez ITF) oraz ATP World Tour Finals.

## Klasyfikacja turniejów
| Wielki Szlem                |
| ATP World Tour Finals       |
| ATP World Tour Masters 1000 |
| ATP World Tour 500          |
| ATP World Tour 250          |

## Styczeń
| Data        | Turniej                                            | Zwycięzcy                       | Wynik                      | Finaliści                          | Półfinaliści                       | Ćwierćfinaliści                                                     |
| ----------- | -------------------------------------------------- | ------------------------------- | -------------------------- | ---------------------------------- | ---------------------------------- | ------------------------------------------------------------------- |
| 5 stycznia  | Qatar ExxonMobil Open Doha ATP World Tour 250      | Andy Murray                     | 6:4, 6:2                   | Andy Roddick                       | Gaël Monfils Roger Federer         | Rafael Nadal Victor Hănescu Philipp Kohlschreiber Serhij Stachowski |
| 5 stycznia  | Qatar ExxonMobil Open Doha ATP World Tour 250      | Marc López Rafael Nadal         | 4:6, 6:4, 10:8             | Daniel Nestor Nenad Zimonjić       | Gaël Monfils Roger Federer         | Rafael Nadal Victor Hănescu Philipp Kohlschreiber Serhij Stachowski |
| 5 stycznia  | Chennai Open Ćennaj ATP World Tour 250             | Marin Čilić                     | 6:4, 7:6(3)                | Somdev Devvarman                   | Marcel Granollers Rainer Schüttler | Lukáš Dlouhý Janko Tipsarević Ivo Karlović Björn Phau               |
| 5 stycznia  | Chennai Open Ćennaj ATP World Tour 250             | Eric Butorac Rajeev Ram         | 6:3, 6:4                   | Jean-Claude Scherrer Stan Wawrinka | Marcel Granollers Rainer Schüttler | Lukáš Dlouhý Janko Tipsarević Ivo Karlović Björn Phau               |
| 5 stycznia  | Brisbane International Brisbane ATP World Tour 250 | Radek Štěpánek                  | 3:6, 6:3, 6:4              | Fernando Verdasco                  | Paul-Henri Mathieu Richard Gasquet | Kei Nishikori Florent Serra Robin Söderling Jo-Wilfried Tsonga      |
| 5 stycznia  | Brisbane International Brisbane ATP World Tour 250 | Marc Gicquel Jo-Wilfried Tsonga | 6:4, 6:3                   | Fernando Verdasco Mischa Zverev    | Paul-Henri Mathieu Richard Gasquet | Kei Nishikori Florent Serra Robin Söderling Jo-Wilfried Tsonga      |
| 12 stycznia | Heineken Open Auckland ATP World Tour 250          | Juan Martín del Potro           | 6:4, 6:4                   | Sam Querrey                        | Robin Söderling David Ferrer       | Viktor Troicki John Isner Nicolás Almagro Philipp Kohlschreiber     |
| 12 stycznia | Heineken Open Auckland ATP World Tour 250          | Martin Damm Robert Lindstedt    | 7:5 6:4                    | Scott Lipsky Leander Paes          | Robin Söderling David Ferrer       | Viktor Troicki John Isner Nicolás Almagro Philipp Kohlschreiber     |
| 12 stycznia | Medibank International Sydney ATP World Tour 250   | David Nalbandian                | 6:3, 6:7, 6:2              | Jarkko Nieminen                    | Novak Đoković Richard Gasquet      | Jérémy Chardy Lleyton Hewitt Jo-Wilfried Tsonga Mario Ančić         |
| 12 stycznia | Medibank International Sydney ATP World Tour 250   | Bob Bryan Mike Bryan            | 6:1, 7:6                   | Daniel Nestor Nenad Zimonjić       | Novak Đoković Richard Gasquet      | Jérémy Chardy Lleyton Hewitt Jo-Wilfried Tsonga Mario Ančić         |
| 18 stycznia | Australian Open Melbourne Wielki Szlem             | Rafael Nadal                    | 7:5, 3:6, 7:6(3), 3:6, 6:2 | Roger Federer                      | Fernando Verdasco Andy Roddick     | Gilles Simon Jo-Wilfried Tsonga Novak Đoković Juan Martín del Potro |
| 18 stycznia | Australian Open Melbourne Wielki Szlem             | Bob Bryan Mike Bryan            | 2:6, 7:5, 6:0              | Mahesh Bhupathi Mark Knowles       | Fernando Verdasco Andy Roddick     | Gilles Simon Jo-Wilfried Tsonga Novak Đoković Juan Martín del Potro |

## Luty
| Data      | Turniej                                                                                   | Zwycięzcy                        | Wynik              | Finaliści                        | Półfinaliści                          | Ćwierćfinaliści                                                             |
| --------- | ----------------------------------------------------------------------------------------- | -------------------------------- | ------------------ | -------------------------------- | ------------------------------------- | --------------------------------------------------------------------------- |
| 2 lutego  | Movistar Open Viña del Mar ATP World Tour 250                                             | Fernando González                | 6:1, 6:3           | José Acasuso                     | Pablo Cuevas Tommy Robredo            | Juan Mónaco Paul Capdeville Sebastian Decoud Juan Ignacio Chela             |
| 2 lutego  | Movistar Open Viña del Mar ATP World Tour 250                                             | Pablo Cuevas Brian Dabul         | 6:3, 6:3           | František Čermák Michal Mertiňák | Pablo Cuevas Tommy Robredo            | Juan Mónaco Paul Capdeville Sebastian Decoud Juan Ignacio Chela             |
| 2 lutego  | PBZ Zagrzeb Indoors Zagrzeb ATP World Tour 250                                            | Marin Čilić                      | 6:3, 6:4           | Mario Ančić                      | Jan Hernych Viktor Troicki            | Ivan Dodig Mischa Zverev Serhij Stachowski Antonio Veić                     |
| 2 lutego  | PBZ Zagrzeb Indoors Zagrzeb ATP World Tour 250                                            | Martin Damm Robert Lindstedt     | 6:4, 6:3           | Christopher Kas Rogier Wassen    | Jan Hernych Viktor Troicki            | Ivan Dodig Mischa Zverev Serhij Stachowski Antonio Veić                     |
| 2 lutego  | SA Tennis Open Johannesburg ATP World Tour 250                                            | Jo-Wilfried Tsonga               | 6:4, 7:6(5)        | Jérémy Chardy                    | Fred Gil David Ferrer                 | Kristof Vliegen Guillermo García-López Sébastien de Chaunac Markos Pagdatis |
| 2 lutego  | SA Tennis Open Johannesburg ATP World Tour 250                                            | James Cerretani Dick Norman      | 6(7):7, 6:2, 14:12 | Rik de Voest Ashley Fisher       | Fred Gil David Ferrer                 | Kristof Vliegen Guillermo García-López Sébastien de Chaunac Markos Pagdatis |
| 9 lutego  | SAP Open San Jose ATP World Tour 250                                                      | Radek Štěpánek                   | 3:6, 6:4, 6:2      | Mardy Fish                       | James Blake Andy Roddick              | Tommy Haas Todd Widom Sam Querrey Juan Martín del Potro                     |
| 9 lutego  | SAP Open San Jose ATP World Tour 250                                                      | Tommy Haas Radek Štěpánek        | 6:2, 6:3           | Rohan Bopanna Jarkko Nieminen    | James Blake Andy Roddick              | Tommy Haas Todd Widom Sam Querrey Juan Martín del Potro                     |
| 9 lutego  | Brasil Open Costa do Sauípe ATP World Tour 250                                            | Tommy Robredo                    | 6:3, 3:6, 6:4      | Thomaz Bellucci                  | Fred Gil José Acasuso                 | Nicolás Almagro Juan Carlos Ferrero Eduardo Schwank Alberto Martín          |
| 9 lutego  | Brasil Open Costa do Sauípe ATP World Tour 250                                            | Marcel Granollers Tommy Robredo  | 6:4, 7:5           | Lucas Arnold Ker Juan Mónaco     | Fred Gil José Acasuso                 | Nicolás Almagro Juan Carlos Ferrero Eduardo Schwank Alberto Martín          |
| 9 lutego  | ABN AMRO World Tennis Tournament Rotterdam ATP World Tour 500                             | Andy Murray                      | 6:3, 4:6, 6:0      | Rafael Nadal                     | Gaël Monfils Mario Ančić              | Jo-Wilfried Tsonga Julien Benneteau Michaił Jużny Marc Gicquel              |
| 9 lutego  | ABN AMRO World Tennis Tournament Rotterdam ATP World Tour 500                             | Daniel Nestor Nenad Zimonjić     | 6:2, 7:5           | Lukáš Dlouhý Leander Paes        | Gaël Monfils Mario Ančić              | Jo-Wilfried Tsonga Julien Benneteau Michaił Jużny Marc Gicquel              |
| 16 lutego | Open 13 Marsylia ATP World Tour 250                                                       | Jo-Wilfried Tsonga               | 7:5, 7:6(3)        | Michaël Llodra                   | Novak Đoković Gilles Simon            | Mischa Zverev Feliciano López Michaił Jużny Julien Benneteau                |
| 16 lutego | Open 13 Marsylia ATP World Tour 250                                                       | Arnaud Clément Michaël Llodra    | 6:3, 3:6, 10:8     | Julian Knowle Andy Ram           | Novak Đoković Gilles Simon            | Mischa Zverev Feliciano López Michaił Jużny Julien Benneteau                |
| 16 lutego | Copa Telmex Buenos Aires ATP World Tour 250                                               | Tommy Robredo                    | 7:5, 2:6, 7:6(5)   | Juan Mónaco                      | David Nalbandian José Acasuso         | Juan Carlos Ferrero Máximo González Franco Ferreiro Óscar Hernández         |
| 16 lutego | Copa Telmex Buenos Aires ATP World Tour 250                                               | Marcel Granollers Alberto Martín | 6:3, 5:7, 10:8     | Nicolás Almagro Santiago Ventura | David Nalbandian José Acasuso         | Juan Carlos Ferrero Máximo González Franco Ferreiro Óscar Hernández         |
| 16 lutego | Regions Morgan Keegan Championships and the Cellular South Cup Memphis ATP World Tour 500 | Andy Roddick                     | 7:5, 7:5           | Radek Štěpánek                   | Lleyton Hewitt Dudi Sela              | Sam Querrey Christophe Rochus Igor Kunicyn Juan Martín del Potro            |
| 16 lutego | Regions Morgan Keegan Championships and the Cellular South Cup Memphis ATP World Tour 500 | Mardy Fish Mark Knowles          | 7:6(7), 6:1        | Travis Parrott Filip Polášek     | Lleyton Hewitt Dudi Sela              | Sam Querrey Christophe Rochus Igor Kunicyn Juan Martín del Potro            |
| 23 lutego | Delray Beach International Tennis Championships Delray Beach ATP World Tour 250           | Mardy Fish                       | 7:5, 6:3           | Jewgienij Korolow                | Jérémy Chardy Christophe Rochus       | Florent Serra Markos Pagdatis Guillermo García-López Stefan Koubek          |
| 23 lutego | Delray Beach International Tennis Championships Delray Beach ATP World Tour 250           | Bob Bryan Mike Bryan             | 6:4, 6:4           | Marcelo Melo André Sá            | Jérémy Chardy Christophe Rochus       | Florent Serra Markos Pagdatis Guillermo García-López Stefan Koubek          |
| 23 lutego | Barclays Dubai Tennis Championships Dubaj ATP World Tour 500                              | Novak Đoković                    | 7:5, 6:3           | David Ferrer                     | Gilles Simon Richard Gasquet          | Marin Čilić Fabrice Santoro Igor Andriejew Andy Murray                      |
| 23 lutego | Barclays Dubai Tennis Championships Dubaj ATP World Tour 500                              | Rik de Voest Dmitrij Tursunow    | 4:6, 6:3, 10:5     | Martin Damm Robert Lindstedt     | Gilles Simon Richard Gasquet          | Marin Čilić Fabrice Santoro Igor Andriejew Andy Murray                      |
| 23 lutego | Abierto Mexicano Telcel Acapulco ATP World Tour 500                                       | Nicolás Almagro                  | 6:4, 6:4           | Gaël Monfils                     | Martín Vassallo Argüello José Acasuso | Daniel Köllerer Daniel Gimeno-Traver Tommy Robredo Leonardo Mayer           |
| 23 lutego | Abierto Mexicano Telcel Acapulco ATP World Tour 500                                       | František Čermák Michal Mertiňák | 4:6, 6:4, 10:7     | Łukasz Kubot Oliver Marach       | Martín Vassallo Argüello José Acasuso | Daniel Köllerer Daniel Gimeno-Traver Tommy Robredo Leonardo Mayer           |

## Marzec
| Data     | Turniej                                                   | Zwycięzcy               | Wynik             | Finaliści                  | Półfinaliści                        | Ćwierćfinaliści                                                     |
| -------- | --------------------------------------------------------- | ----------------------- | ----------------- | -------------------------- | ----------------------------------- | ------------------------------------------------------------------- |
| 12 marca | BNP Paribas Open Indian Wells ATP World Tour Masters 1000 | Rafael Nadal            | 6:1, 6:2          | Andy Murray                | Roger Federer Andy Roddick          | Juan Martín del Potro Novak Đoković Ivan Ljubičić Fernando Verdasco |
| 12 marca | BNP Paribas Open Indian Wells ATP World Tour Masters 1000 | Mardy Fish Andy Roddick | 3:6, 6:1, 10:7    | Maks Mirny Andy Ram        | Roger Federer Andy Roddick          | Juan Martín del Potro Novak Đoković Ivan Ljubičić Fernando Verdasco |
| 23 marca | Sony Ericsson Open Miami ATP World Tour Masters 1000      | Andy Murray             | 6:2, 7:5          | Novak Đoković              | Juan Martín del Potro Roger Federer | Fernando Verdasco Rafael Nadal Andy Roddick Jo-Wilfried Tsonga      |
| 23 marca | Sony Ericsson Open Miami ATP World Tour Masters 1000      | Maks Mirny Andy Ram     | 6:7(4), 6:2, 10:7 | Ashley Fisher Stephen Huss | Juan Martín del Potro Roger Federer | Fernando Verdasco Rafael Nadal Andy Roddick Jo-Wilfried Tsonga      |

## Kwiecień
| Data        | Turniej                                                            | Zwycięzcy                    | Wynik             | Finaliści                    | Półfinaliści                         | Ćwierćfinaliści                                                   |
| ----------- | ------------------------------------------------------------------ | ---------------------------- | ----------------- | ---------------------------- | ------------------------------------ | ----------------------------------------------------------------- |
| 6 kwietnia  | Grand Prix Hassan II Casablanca ATP World Tour 250                 | Juan Carlos Ferrero          | 6:4, 7:5          | Florent Serra                | Igor Andriejew Albert Montañés       | Marc Gicquel Victor Hănescu Fred Gil Tejmuraz Gabaszwili          |
| 6 kwietnia  | Grand Prix Hassan II Casablanca ATP World Tour 250                 | Łukasz Kubot Oliver Marach   | 7:6(4), 3:6, 10:6 | Simon Aspelin Paul Hanley    | Igor Andriejew Albert Montañés       | Marc Gicquel Victor Hănescu Fred Gil Tejmuraz Gabaszwili          |
| 6 kwietnia  | US Men’s Clay Court Championships Houston ATP World Tour 250       | Lleyton Hewitt               | 6:2, 7:5          | Wayne Odesnik                | Jewgienij Korolow Björn Phau         | Guillermo Cañas Guillermo García-López John Isner Tommy Haas      |
| 6 kwietnia  | US Men’s Clay Court Championships Houston ATP World Tour 250       | Bob Bryan Mike Bryan         | 6:1, 6:2          | Jesse Levine Ryan Sweeting   | Jewgienij Korolow Björn Phau         | Guillermo Cañas Guillermo García-López John Isner Tommy Haas      |
| 12 kwietnia | Masters Series Monte Carlo Monte Carlo ATP World Tour Masters 1000 | Rafael Nadal                 | 6:3, 2:6, 6:1     | Novak Đoković                | Andy Murray Stan Wawrinka            | Ivan Ljubičić Nikołaj Dawydienko Fernando Verdasco Andreas Beck   |
| 12 kwietnia | Masters Series Monte Carlo Monte Carlo ATP World Tour Masters 1000 | Daniel Nestor Nenad Zimonjić | 6:4, 6:1          | Bob Bryan Mike Bryan         | Andy Murray Stan Wawrinka            | Ivan Ljubičić Nikołaj Dawydienko Fernando Verdasco Andreas Beck   |
| 20 kwietnia | Barcelona Open Banco Sabadell Barcelona ATP World Tour 500         | Rafael Nadal                 | 6:2, 7:5          | David Ferrer                 | Nikołaj Dawydienko Fernando González | David Nalbandian Radek Štěpánek Tommy Robredo Fernando Verdasco   |
| 20 kwietnia | Barcelona Open Banco Sabadell Barcelona ATP World Tour 500         | Daniel Nestor Nenad Zimonjić | 6:3, 7:6(9)       | Mahesh Bhupathi Mark Knowles | Nikołaj Dawydienko Fernando González | David Nalbandian Radek Štěpánek Tommy Robredo Fernando Verdasco   |
| 27 kwietnia | Internazionali BNL d’Italia Rzym ATP World Tour Masters 1000       | Rafael Nadal                 | 7:6(2), 6:2       | Novak Đoković                | Fernando González Roger Federer      | Juan Mónaco Juan Martín del Potro Fernando Verdasco Mischa Zverev |
| 27 kwietnia | Internazionali BNL d’Italia Rzym ATP World Tour Masters 1000       | Daniel Nestor Nenad Zimonjić | 7:6(5), 6:3       | Bob Bryan Mike Bryan         | Fernando González Roger Federer      | Juan Mónaco Juan Martín del Potro Fernando Verdasco Mischa Zverev |

## Maj
| Data    | Turniej                                                        | Zwycięzcy                    | Wynik             | Finaliści                         | Półfinaliści                            | Ćwierćfinaliści                                                 |
| ------- | -------------------------------------------------------------- | ---------------------------- | ----------------- | --------------------------------- | --------------------------------------- | --------------------------------------------------------------- |
| 4 maja  | BMW Open Monachium ATP World Tour 250                          | Tomáš Berdych                | 6:4, 4:6, 7:6(5)  | Michaił Jużny                     | Daniel Brands Jérémy Chardy             | Potito Starace Paul-Henri Mathieu Lleyton Hewitt Marin Čilić    |
| 4 maja  | BMW Open Monachium ATP World Tour 250                          | Jan Hernych Ivo Minář        | 6:4, 6:4          | Ashley Fisher Jordan Kerr         | Daniel Brands Jérémy Chardy             | Potito Starace Paul-Henri Mathieu Lleyton Hewitt Marin Čilić    |
| 4 maja  | Estoril Open Estoril ATP World Tour 250                        | Albert Montañés              | 5:7, 7:6(6), 6:0  | James Blake                       | Paul Capdeville Nikołaj Dawydienko      | Óscar Hernández Mardy Fish Florent Serra Gilles Simon           |
| 4 maja  | Estoril Open Estoril ATP World Tour 250                        | Eric Butorac Scott Lipsky    | 6:3, 6:2          | Martin Damm Robert Lindstedt      | Paul Capdeville Nikołaj Dawydienko      | Óscar Hernández Mardy Fish Florent Serra Gilles Simon           |
| 4 maja  | Serbia Open Belgrad ATP World Tour 250                         | Novak Đoković                | 6:3, 7:6(0)       | Łukasz Kubot                      | Ivo Karlović Andreas Seppi              | Flavio Cipolla Kristof Vliegen Marcos Daniel Viktor Troicki     |
| 4 maja  | Serbia Open Belgrad ATP World Tour 250                         | Łukasz Kubot Oliver Marach   | 6:2, 7:6(3)       | Johan Brunström Jean-Julien Rojer | Ivo Karlović Andreas Seppi              | Flavio Cipolla Kristof Vliegen Marcos Daniel Viktor Troicki     |
| 10 maja | Mutua Madrileña Madrid Open Madryt ATP World Tour Masters 1000 | Roger Federer                | 6:4, 6:4          | Rafael Nadal                      | Novak Đoković Juan Martín del Potro     | Andy Roddick Ivan Ljubičić Fernando Verdasco Andy Murray        |
| 10 maja | Mutua Madrileña Madrid Open Madryt ATP World Tour Masters 1000 | Daniel Nestor Nenad Zimonjić | 6:4, 6:4          | Simon Aspelin Wesley Moodie       | Novak Đoković Juan Martín del Potro     | Andy Roddick Ivan Ljubičić Fernando Verdasco Andy Murray        |
| 17 maja | Austrian Open Kitzbühel ATP World Tour 250                     | Guillermo García-López       | 3:6, 7:6(1), 6:3  | Julien Benneteau                  | Óscar Hernández Michaił Jużny           | Daniel Köllerer Juan Ignacio Chela Victor Hănescu Jürgen Melzer |
| 17 maja | Austrian Open Kitzbühel ATP World Tour 250                     | Marcelo Melo André Sá        | 6:7(9), 6:2, 10:7 | Andrei Pavel Horia Tecău          | Óscar Hernández Michaił Jużny           | Daniel Köllerer Juan Ignacio Chela Victor Hănescu Jürgen Melzer |
| 25 maja | Roland Garros Paryż Wielki Szlem                               | Roger Federer                | 6:1, 7:6(1), 6:4  | Robin Söderling                   | Fernando González Juan Martín del Potro | Nikołaj Dawydienko Andy Murray Tommy Robredo Gaël Monfils       |
| 25 maja | Roland Garros Paryż Wielki Szlem                               | Lukáš Dlouhý Leander Paes    | 3:6, 6:3, 6:2     | Wesley Moodie Dick Norman         | Fernando González Juan Martín del Potro | Nikołaj Dawydienko Andy Murray Tommy Robredo Gaël Monfils       |

## Czerwiec
| Data       | Turniej                                           | Zwycięzcy                             | Wynik                           | Finaliści                         | Półfinaliści                           | Ćwierćfinaliści                                               |
| ---------- | ------------------------------------------------- | ------------------------------------- | ------------------------------- | --------------------------------- | -------------------------------------- | ------------------------------------------------------------- |
| 8 czerwca  | AEGON Championships Londyn ATP World Tour 250     | Andy Murray                           | 7:5, 6:4                        | James Blake                       | Juan Carlos Ferrero Andy Roddick       | Mardy Fish Steve Darcis Michaił Jużny Ivo Karlović            |
| 8 czerwca  | AEGON Championships Londyn ATP World Tour 250     | Wesley Moodie Michaił Jużny           | 6:4, 4:6, 10:6                  | Marcelo Melo André Sá             | Juan Carlos Ferrero Andy Roddick       | Mardy Fish Steve Darcis Michaił Jużny Ivo Karlović            |
| 8 czerwca  | Gerry Weber Open Halle ATP World Tour 250         | Tommy Haas                            | 6:3, 6:7(4), 6:1                | Novak Đoković                     | Philipp Kohlschreiber Olivier Rochus   | Andreas Beck Mischa Zverev Benjamin Becker Jürgen Melzer      |
| 8 czerwca  | Gerry Weber Open Halle ATP World Tour 250         | Christopher Kas Philipp Kohlschreiber | 6:3, 6:4                        | Andreas Beck Marco Chiudinelli    | Philipp Kohlschreiber Olivier Rochus   | Andreas Beck Mischa Zverev Benjamin Becker Jürgen Melzer      |
| 15 czerwca | AEGON International Eastbourne ATP World Tour 250 | Dmitrij Tursunow                      | 6:3, 7:6(5)                     | Frank Dancevic                    | Fabrice Santoro Guillermo García-López | Leonardo Mayer Ivan Ljubičić Janko Tipsarević Denis Istomin   |
| 15 czerwca | AEGON International Eastbourne ATP World Tour 250 | Mariusz Fyrstenberg Marcin Matkowski  | 6:4, 6:4                        | Travis Parrott Filip Polášek      | Fabrice Santoro Guillermo García-López | Leonardo Mayer Ivan Ljubičić Janko Tipsarević Denis Istomin   |
| 15 czerwca | Ordina Open ’s-Hertogenbosch ATP World Tour 250   | Benjamin Becker                       | 7:5, 6:3                        | Raemon Sluiter                    | Rainer Schüttler Iván Navarro          | Michaël Llodra David Ferrer Jérémy Chardy Dudi Sela           |
| 15 czerwca | Ordina Open ’s-Hertogenbosch ATP World Tour 250   | Wesley Moodie Dick Norman             | 7:6(3), 6:7(8), 10:5            | Johan Brunström Jean-Julien Rojer | Rainer Schüttler Iván Navarro          | Michaël Llodra David Ferrer Jérémy Chardy Dudi Sela           |
| 29 czerwca | Wimbledon Londyn Wielki Szlem                     | Roger Federer                         | 5:7, 7:6(6), 7:6(5), 3:6, 16:14 | Andy Roddick                      | Tommy Haas Andy Murray                 | Ivo Karlović Novak Đoković Juan Carlos Ferrero Lleyton Hewitt |
| 29 czerwca | Wimbledon Londyn Wielki Szlem                     | Daniel Nestor Nenad Zimonjić          | 7:6(7), 6(4):7, 7:6(3), 6:3     | Bob Bryan Mike Bryan              | Tommy Haas Andy Murray                 | Ivo Karlović Novak Đoković Juan Carlos Ferrero Lleyton Hewitt |

## Lipiec
| Data     | Turniej                                                                 | Zwycięzcy                        | Wynik                | Finaliści                         | Półfinaliści                      | Ćwierćfinaliści                                                     |
| -------- | ----------------------------------------------------------------------- | -------------------------------- | -------------------- | --------------------------------- | --------------------------------- | ------------------------------------------------------------------- |
| 6 lipca  | Campbell's Hall of Fame Tennis Championships Newport ATP World Tour 250 | Rajeev Ram                       | 6:7(3), 7:5, 6:3     | Sam Querrey                       | Fabrice Santoro Olivier Rochus    | Nicolas Mahut Kevin Kim Brendan Evans Jesse Levine                  |
| 6 lipca  | Campbell's Hall of Fame Tennis Championships Newport ATP World Tour 250 | Jordan Kerr Rajeev Ram           | 6:7(6), 7:6(7), 10:6 | Michael Kohlmann Rogier Wassen    | Fabrice Santoro Olivier Rochus    | Nicolas Mahut Kevin Kim Brendan Evans Jesse Levine                  |
| 13 lipca | Catella Swedish Open Båstad ATP World Tour 250                          | Robin Söderling                  | 6:3, 7:6(4)          | Juan Mónaco                       | Tommy Robredo Andreas Vinciguerra | Fernando Verdasco Tejmuraz Gabaszwili Jürgen Melzer Nicolás Almagro |
| 13 lipca | Catella Swedish Open Båstad ATP World Tour 250                          | Jaroslav Levinský Filip Polášek  | 1:6, 6:3, 10:7       | Robert Lindstedt Robin Söderling  | Tommy Robredo Andreas Vinciguerra | Fernando Verdasco Tejmuraz Gabaszwili Jürgen Melzer Nicolás Almagro |
| 13 lipca | Mercedes Cup Stuttgart ATP World Tour 250                               | Jérémy Chardy                    | 1:6, 6:3, 6:4        | Victor Hănescu                    | Nicolas Kiefer Fabio Fognini      | Mischa Zverev Łukasz Kubot Alexandre Sidorenko Nikołaj Dawydienko   |
| 13 lipca | Mercedes Cup Stuttgart ATP World Tour 250                               | František Čermák Michal Mertiňák | 7:5, 6:4             | Victor Hănescu Horia Tecău        | Nicolas Kiefer Fabio Fognini      | Mischa Zverev Łukasz Kubot Alexandre Sidorenko Nikołaj Dawydienko   |
| 20 lipca | Indianapolis Tennis Championships Indianapolis ATP World Tour 250       | Robby Ginepri                    | 6:2, 6:4             | Sam Querrey                       | Frank Dancevic John Isner         | Dmitrij Tursunow Marc Gicquel Wayne Odesnik Alex Bogomolov Jr.      |
| 20 lipca | Indianapolis Tennis Championships Indianapolis ATP World Tour 250       | Ernests Gulbis Dmitrij Tursunow  | 6:4, 3:6, 11:9       | Ashley Fisher Jordan Kerr         | Frank Dancevic John Isner         | Dmitrij Tursunow Marc Gicquel Wayne Odesnik Alex Bogomolov Jr.      |
| 20 lipca | International German Open Hamburg ATP World Tour 500                    | Nikołaj Dawydienko               | 6:4, 6:2             | Paul-Henri Mathieu                | Pablo Cuevas David Ferrer         | Viktor Troicki Nicolás Almagro Simon Greul Victor Hănescu           |
| 20 lipca | International German Open Hamburg ATP World Tour 500                    | Simon Aspelin Paul Hanley        | 6:3, 6:3             | Marcelo Melo Filip Polášek        | Pablo Cuevas David Ferrer         | Viktor Troicki Nicolás Almagro Simon Greul Victor Hănescu           |
| 27 lipca | Allianz Suisse Open Gstaad Gstaad ATP World Tour 250                    | Thomaz Bellucci                  | 6:4, 7:6(2)          | Andreas Beck                      | Igor Andriejew Marcos Daniel      | Nicolas Kiefer Jérémy Chardy Florent Serra Victor Crivoi            |
| 27 lipca | Allianz Suisse Open Gstaad Gstaad ATP World Tour 250                    | Marco Chiudinelli Michael Lammer | 7:5, 6:3             | Jaroslav Levinský Filip Polášek   | Igor Andriejew Marcos Daniel      | Nicolas Kiefer Jérémy Chardy Florent Serra Victor Crivoi            |
| 27 lipca | LA Tennis Open Los Angeles ATP World Tour 250                           | Sam Querrey                      | 6:4, 3:6, 6:1        | Carsten Ball                      | Tommy Haas Leonardo Mayer         | Marat Safin Dudi Sela John Isner Mardy Fish                         |
| 27 lipca | LA Tennis Open Los Angeles ATP World Tour 250                           | Bob Bryan Mike Bryan             | 6:4, 7:6(2)          | Benjamin Becker Frank Moser       | Tommy Haas Leonardo Mayer         | Marat Safin Dudi Sela John Isner Mardy Fish                         |
| 27 lipca | ATP Studena Croatia Open Umag Umag ATP World Tour 250                   | Nikołaj Dawydienko               | 6:3, 6:0             | Juan Carlos Ferrero               | Jürgen Melzer Andreas Seppi       | Simone Bolelli Ivan Ljubičić Máximo González Nicolás Massú          |
| 27 lipca | ATP Studena Croatia Open Umag Umag ATP World Tour 250                   | František Čermák Michal Mertiňák | 6:4, 6:4             | Johan Brunström Jean-Julien Rojer | Jürgen Melzer Andreas Seppi       | Simone Bolelli Ivan Ljubičić Máximo González Nicolás Massú          |

## Sierpień
| Data        | Turniej                                                                           | Zwycięzcy                    | Wynik                         | Finaliści                            | Półfinaliści                    | Ćwierćfinaliści                                                 |
| ----------- | --------------------------------------------------------------------------------- | ---------------------------- | ----------------------------- | ------------------------------------ | ------------------------------- | --------------------------------------------------------------- |
| 2 sierpnia  | Legg Mason Tennis Classic Waszyngton ATP World Tour 500                           | Juan Martín del Potro        | 3:6, 7:5, 7:6(3)              | Andy Roddick                         | John Isner Fernando González    | Ivo Karlović Tomáš Berdych Tommy Haas Robin Söderling           |
| 2 sierpnia  | Legg Mason Tennis Classic Waszyngton ATP World Tour 500                           | Martin Damm Robert Lindstedt | 7:5, 7:6(3)                   | Mariusz Fyrstenberg Marcin Matkowski | John Isner Fernando González    | Ivo Karlović Tomáš Berdych Tommy Haas Robin Söderling           |
| 10 sierpnia | Rogers Cup Montreal ATP World Tour Masters 1000                                   | Andy Murray                  | 6:7(4), 7:6(3), 6:1           | Juan Martín del Potro                | Jo-Wilfried Tsonga Andy Roddick | Roger Federer Nikołaj Dawydienko Novak Đoković Rafael Nadal     |
| 10 sierpnia | Rogers Cup Montreal ATP World Tour Masters 1000                                   | Mahesh Bhupathi Mark Knowles | 6:4, 6:3                      | Maks Mirny Andy Ram                  | Jo-Wilfried Tsonga Andy Roddick | Roger Federer Nikołaj Dawydienko Novak Đoković Rafael Nadal     |
| 16 sierpnia | Western & Southern Financial Group Masters Cincinnati ATP World Tour Masters 1000 | Roger Federer                | 6:1, 7:5                      | Novak Đoković                        | Andy Murray Rafael Nadal        | Lleyton Hewitt Julien Benneteau Gilles Simon Tomáš Berdych      |
| 16 sierpnia | Western & Southern Financial Group Masters Cincinnati ATP World Tour Masters 1000 | Daniel Nestor Nenad Zimonjić | 3:6, 7:6(2), 15:13            | Bob Bryan Mike Bryan                 | Andy Murray Rafael Nadal        | Lleyton Hewitt Julien Benneteau Gilles Simon Tomáš Berdych      |
| 23 sierpnia | Pilot Pen Tennis New Haven ATP World Tour 250                                     | Fernando Verdasco            | 6:4, 7:6(6)                   | Sam Querrey                          | José Acasuso Igor Andriejew     | Nikołaj Dawydienko Florent Serra Leonardo Mayer Jürgen Melzer   |
| 23 sierpnia | Pilot Pen Tennis New Haven ATP World Tour 250                                     | Julian Knowle Jürgen Melzer  | 6:4, 7:6(3)                   | Bruno Soares Kevin Ullyett           | José Acasuso Igor Andriejew     | Nikołaj Dawydienko Florent Serra Leonardo Mayer Jürgen Melzer   |
| 31 sierpnia | US Open Nowy Jork Wielki Szlem                                                    | Juan Martín del Potro        | 3:6, 7:6(5), 4:6, 7:6(4), 6:2 | Roger Federer                        | Novak Đoković Rafael Nadal      | Robin Söderling Fernando Verdasco Fernando González Marin Čilić |
| 31 sierpnia | US Open Nowy Jork Wielki Szlem                                                    | Lukáš Dlouhý Leander Paes    | 3:6, 6:3, 6:2                 | Mahesh Bhupathi Mark Knowles         | Novak Đoković Rafael Nadal      | Robin Söderling Fernando Verdasco Fernando González Marin Čilić |

## Wrzesień
| Data        | Turniej                                               | Zwycięzcy                            | Wynik            | Finaliści                            | Półfinaliści                       | Ćwierćfinaliści                                                    |
| ----------- | ----------------------------------------------------- | ------------------------------------ | ---------------- | ------------------------------------ | ---------------------------------- | ------------------------------------------------------------------ |
| 21 września | Open de Moselle Metz ATP World Tour 250               | Gaël Monfils                         | 7:6(1), 3:6, 6:2 | Philipp Kohlschreiber                | Richard Gasquet Paul-Henri Mathieu | Janko Tipsarević Philipp Petzschner Andreas Beck Jewgienij Korolow |
| 21 września | Open de Moselle Metz ATP World Tour 250               | Colin Fleming Ken Skupski            | 2:6, 6:4, 10:5   | Arnaud Clément Michaël Llodra        | Richard Gasquet Paul-Henri Mathieu | Janko Tipsarević Philipp Petzschner Andreas Beck Jewgienij Korolow |
| 21 września | BCR Open Romania Bukareszt ATP World Tour 250         | Albert Montañés                      | 7:6(2), 7:6(6)   | Juan Mónaco                          | Simon Greul Santiago Ventura       | Máximo González Pablo Cuevas Rubén Ramírez Hidalgo Fabio Fognini   |
| 21 września | BCR Open Romania Bukareszt ATP World Tour 250         | František Čermák Michal Mertiňák     | 6:2, 6:4         | Johan Brunström Jean-Julien Rojer    | Simon Greul Santiago Ventura       | Máximo González Pablo Cuevas Rubén Ramírez Hidalgo Fabio Fognini   |
| 28 września | Thailand Open Bangkok ATP World Tour 250              | Gilles Simon                         | 7:5, 6:3         | Viktor Troicki                       | Jo-Wilfried Tsonga Jürgen Melzer   | Andreas Beck Jewgienij Korolow John Isner Marco Chiudinelli        |
| 28 września | Thailand Open Bangkok ATP World Tour 250              | Eric Butorac Rajeev Ram              | 7:6(4), 6:3      | Guillermo García-López Mischa Zverev | Jo-Wilfried Tsonga Jürgen Melzer   | Andreas Beck Jewgienij Korolow John Isner Marco Chiudinelli        |
| 28 września | Proton Malaysian Open Kuala Lumpur ATP World Tour 250 | Nikołaj Dawydienko                   | 6:4, 7:5         | Fernando Verdasco                    | Robin Söderling Fernando González  | Michaił Jużny Tomáš Berdych Gaël Monfils Richard Gasquet           |
| 28 września | Proton Malaysian Open Kuala Lumpur ATP World Tour 250 | Mariusz Fyrstenberg Marcin Matkowski | 6:2, 6:1         | Igor Kunicyn Jaroslav Levinský       | Robin Söderling Fernando González  | Michaił Jużny Tomáš Berdych Gaël Monfils Richard Gasquet           |

## Październik
| Data            | Turniej                                                          | Zwycięzcy                           | Wynik               | Finaliści                            | Półfinaliści                           | Ćwierćfinaliści                                                         |
| --------------- | ---------------------------------------------------------------- | ----------------------------------- | ------------------- | ------------------------------------ | -------------------------------------- | ----------------------------------------------------------------------- |
| 5 października  | Rakuten Japan Open Tennis Championships Tokio ATP World Tour 500 | Jo-Wilfried Tsonga                  | 6:3, 6:3            | Michaił Jużny                        | Lleyton Hewitt Gaël Monfils            | Édouard Roger-Vasselin Tomáš Berdych Stan Wawrinka Ernests Gulbis       |
| 5 października  | Rakuten Japan Open Tennis Championships Tokio ATP World Tour 500 | Julian Knowle Jürgen Melzer         | 6:2, 5:7, 10:8      | Ross Hutchins Jordan Kerr            | Lleyton Hewitt Gaël Monfils            | Édouard Roger-Vasselin Tomáš Berdych Stan Wawrinka Ernests Gulbis       |
| 5 października  | China Open Pekin ATP World Tour 500                              | Novak Đoković                       | 6:2, 7:6(4)         | Marin Čilić                          | Rafael Nadal Robin Söderling           | Marat Safin Nikołaj Dawydienko Ivan Ljubičić Fernando Verdasco          |
| 5 października  | China Open Pekin ATP World Tour 500                              | Bob Bryan Mike Bryan                | 6:4, 6:2            | Mark Knowles Andy Roddick            | Rafael Nadal Robin Söderling           | Marat Safin Nikołaj Dawydienko Ivan Ljubičić Fernando Verdasco          |
| 12 października | Shanghai ATP 1000 Masters Szanghaj ATP World Tour Masters 1000   | Nikołaj Dawydienko                  | 7:6(6), 6:3         | Rafael Nadal                         | Feliciano López Novak Đoković          | Ivan Ljubičić Robin Söderling Radek Štěpánek Gilles Simon               |
| 12 października | Shanghai ATP 1000 Masters Szanghaj ATP World Tour Masters 1000   | Julien Benneteau Jo-Wilfried Tsonga | 6:2, 6:4            | Mariusz Fyrstenberg Marcin Matkowski | Feliciano López Novak Đoković          | Ivan Ljubičić Robin Söderling Radek Štěpánek Gilles Simon               |
| 19 października | If Stockholm Open Sztokholm ATP World Tour 250                   | Markos Pagdatis                     | 6:1, 7:5            | Olivier Rochus                       | Robin Söderling Thomaz Bellucci        | Guillermo García-López Arnaud Clément Joachim Johansson Jarkko Nieminen |
| 19 października | If Stockholm Open Sztokholm ATP World Tour 250                   | Bruno Soares Kevin Ullyett          | 6:4, 7:6(4)         | Simon Aspelin Paul Hanley            | Robin Söderling Thomaz Bellucci        | Guillermo García-López Arnaud Clément Joachim Johansson Jarkko Nieminen |
| 19 października | Kremlin Cup Moskwa ATP World Tour 250                            | Michaił Jużny                       | 6:7(5), 6:0, 6:4    | Janko Tipsarević                     | Illa Marczenko Michaił Kukuszkin       | Jewgienij Korolow Serhij Stachowski Robby Ginepri Pablo Cuevas          |
| 19 października | Kremlin Cup Moskwa ATP World Tour 250                            | Pablo Cuevas Marcel Granollers      | 4:6, 7:5, 10:8      | František Čermák Michal Mertiňák     | Illa Marczenko Michaił Kukuszkin       | Jewgienij Korolow Serhij Stachowski Robby Ginepri Pablo Cuevas          |
| 26 października | Bank Austria TennisTrophy Wiedeń ATP World Tour 250              | Jürgen Melzer                       | 6:4, 6:3            | Marin Čilić                          | Philipp Kohlschreiber Janko Tipsarević | Feliciano López Nicolás Almagro Gaël Monfils Radek Štěpánek             |
| 26 października | Bank Austria TennisTrophy Wiedeń ATP World Tour 250              | Łukasz Kubot Oliver Marach          | 2:6, 6:4, 11:9      | Julian Knowle Jürgen Melzer          | Philipp Kohlschreiber Janko Tipsarević | Feliciano López Nicolás Almagro Gaël Monfils Radek Štěpánek             |
| 26 października | Grand Prix de Tennis de Lyon Lyon ATP World Tour 250             | Ivan Ljubičić                       | 7:5, 6:3            | Michaël Llodra                       | Arnaud Clément Gilles Simon            | Jo-Wilfried Tsonga Florent Serra Marc Gicquel Julien Benneteau          |
| 26 października | Grand Prix de Tennis de Lyon Lyon ATP World Tour 250             | Nicolas Mahut Julien Benneteau      | 6:4, 7:6(6)         | Arnaud Clément Sébastien Grosjean    | Arnaud Clément Gilles Simon            | Jo-Wilfried Tsonga Florent Serra Marc Gicquel Julien Benneteau          |
| 26 października | St. Petersburg Open Petersburg ATP World Tour 250                | Serhij Stachowski                   | 2:6, 7:6(8), 7:6(7) | Horacio Zeballos                     | Marat Safin Igor Kunicyn               | Denis Istomin Björn Phau Ernests Gulbis Victor Hănescu                  |
| 26 października | St. Petersburg Open Petersburg ATP World Tour 250                | Colin Fleming Ken Skupski           | 2:6, 7:5, 10:4      | Jérémy Chardy Richard Gasquet        | Marat Safin Igor Kunicyn               | Denis Istomin Björn Phau Ernests Gulbis Victor Hănescu                  |

## Listopad
| Data         | Turniej                                               | Zwycięzcy                        | Wynik            | Finaliści                       | Półfinaliści                         | Ćwierćfinaliści                                                      |
| ------------ | ----------------------------------------------------- | -------------------------------- | ---------------- | ------------------------------- | ------------------------------------ | -------------------------------------------------------------------- |
| 2 listopada  | Davidoff Swiss Indoors Bazylea ATP World Tour 500     | Novak Đoković                    | 6:4, 4:6, 6:2    | Roger Federer                   | Marco Chiudinelli Radek Štěpánek     | Jewgienij Korolow Richard Gasquet Marin Čilić Stan Wawrinka          |
| 2 listopada  | Davidoff Swiss Indoors Bazylea ATP World Tour 500     | Daniel Nestor Nenad Zimonjić     | 6:2, 6:3         | Bob Bryan Mike Bryan            | Marco Chiudinelli Radek Štěpánek     | Jewgienij Korolow Richard Gasquet Marin Čilić Stan Wawrinka          |
| 2 listopada  | Valencia Open 500 Walencja ATP World Tour 500         | Andy Murray                      | 6:3, 6:2         | Michaił Jużny                   | Fernando Verdasco Nikołaj Dawydienko | Albert Montañés Tommy Robredo Gilles Simon Guillermo García-López    |
| 2 listopada  | Valencia Open 500 Walencja ATP World Tour 500         | František Čermák Michal Mertiňák | 6:4, 6:3         | Marcel Granollers Tommy Robredo | Fernando Verdasco Nikołaj Dawydienko | Albert Montañés Tommy Robredo Gilles Simon Guillermo García-López    |
| 8 listopada  | BNP Paribas Masters Paryż ATP World Tour Masters 1000 | Novak Đoković                    | 6:2, 5:7, 6:3(3) | Gaël Monfils                    | Radek Štěpánek Rafael Nadal          | Marin Čilić Juan Martín del Potro Robin Söderling Jo-Wilfried Tsonga |
| 8 listopada  | BNP Paribas Masters Paryż ATP World Tour Masters 1000 | Daniel Nestor Nenad Zimonjić     | 6:3, 6:4         | Marcel Granollers Tommy Robredo | Radek Štěpánek Rafael Nadal          | Marin Čilić Juan Martín del Potro Robin Söderling Jo-Wilfried Tsonga |
| 22 listopada | ATP World Tour Finals Londyn ATP World Tour Finals    | Nikołaj Dawydienko               | 6:3, 6:4         | Juan Martín del Potro           | Roger Federer Robin Söderling        | Fernando Verdasco Andy Murray Rafael Nadal Novak Đoković             |
| 22 listopada | ATP World Tour Finals Londyn ATP World Tour Finals    | Bob Bryan Mike Bryan             | 7:6(5), 6:3      | Maks Mirny Andy Ram             | Roger Federer Robin Söderling        | Fernando Verdasco Andy Murray Rafael Nadal Novak Đoković             |

## Wygrane turnieje
Stan na koniec sezonu

### gra pojedyncza – klasyfikacja tenisistów
| Lp | Wygrane | Tenisista              | Państwo           |
| 1  | 6       | Andy Murray            | Wielka Brytania   |
| 2  | 5       | Rafael Nadal           | Hiszpania         |
|    | 5       | Novak Đoković          | Serbia            |
|    | 5       | Nikołaj Dawydienko     | Rosja             |
| 3  | 4       | Roger Federer          | Szwajcaria        |
| 4  | 3       | Juan Martín del Potro  | Argentyna         |
|    | 3       | Jo-Wilfried Tsonga     | Francja           |
| 5  | 2       | Marin Čilić            | Chorwacja         |
|    | 2       | Radek Štěpánek         | Czechy            |
|    | 2       | Tommy Robredo          | Hiszpania         |
|    | 2       | Albert Montañés        | Hiszpania         |
| 6  | 1       | David Nalbandian       | Argentyna         |
|    | 1       | Fernando González      | Chile             |
|    | 1       | Andy Roddick           | Stany Zjednoczone |
|    | 1       | Mardy Fish             | Stany Zjednoczone |
|    | 1       | Nicolás Almagro        | Hiszpania         |
|    | 1       | Juan Carlos Ferrero    | Hiszpania         |
|    | 1       | Lleyton Hewitt         | Australia         |
|    | 1       | Tomáš Berdych          | Czechy            |
|    | 1       | Guillermo García-López | Hiszpania         |
|    | 1       | Tommy Haas             | Niemcy            |
|    | 1       | Benjamin Becker        | Niemcy            |
|    | 1       | Dmitrij Tursunow       | Rosja             |
|    | 1       | Rajeev Ram             | Stany Zjednoczone |
|    | 1       | Robin Söderling        | Szwecja           |
|    | 1       | Jérémy Chardy          | Francja           |
|    | 1       | Robby Ginepri          | Stany Zjednoczone |
|    | 1       | Sam Querrey            | Stany Zjednoczone |
|    | 1       | Thomaz Bellucci        | Brazylia          |
|    | 1       | Fernando Verdasco      | Hiszpania         |
|    | 1       | Gaël Monfils           | Francja           |
|    | 1       | Gilles Simon           | Francja           |
|    | 1       | Michaił Jużny          | Rosja             |
|    | 1       | Markos Pagdatis        | Cypr              |
|    | 1       | Jürgen Melzer          | Austria           |
|    | 1       | Ivan Ljubičić          | Chorwacja         |
|    | 1       | Serhij Stachowski      | Ukraina           |

### gra pojedyncza – klasyfikacja państw
| Lp | Państwo           | Turnieje |
| 1  | Hiszpania         | 13       |
| 2  | Rosja             | 7        |
| 3  | Francja           | 6        |
|    | Wielka Brytania   | 6        |
| 4  | Stany Zjednoczone | 5        |
|    | Serbia            | 5        |
| 5  | Szwajcaria        | 4        |
|    | Argentyna         | 4        |
| 6  | Czechy            | 3        |
|    | Chorwacja         | 3        |
| 7  | Niemcy            | 2        |
| 8  | Chile             | 1        |
|    | Australia         | 1        |
|    | Szwecja           | 1        |
|    | Brazylia          | 1        |
|    | Cypr              | 1        |
|    | Austria           | 1        |
|    | Ukraina           | 1        |

### gra podwójna – klasyfikacja tenisistów
| Lp | Wygrane | Tenisista             | Państwo           |
| 1  | 9       | Daniel Nestor         | Kanada            |
|    | 9       | Nenad Zimonjić        | Serbia            |
| 2  | 7       | Bob Bryan             | Stany Zjednoczone |
|    | 7       | Mike Bryan            | Stany Zjednoczone |
| 3  | 5       | František Čermák      | Czechy            |
|    | 5       | Michal Mertiňák       | Słowacja          |
| 4  | 3       | Martin Damm           | Czechy            |
|    | 3       | Robert Lindstedt      | Szwecja           |
|    | 3       | Eric Butorac          | Stany Zjednoczone |
|    | 3       | Rajeev Ram            | Stany Zjednoczone |
|    | 3       | Marcel Granollers     | Hiszpania         |
|    | 3       | Łukasz Kubot          | Polska            |
|    | 3       | Oliver Marach         | Austria           |
| 5  | 2       | Mardy Fish            | Stany Zjednoczone |
|    | 2       | Dick Norman           | Belgia            |
|    | 2       | Wesley Moodie         | Południowa Afryka |
|    | 2       | Dmitrij Tursunow      | Rosja             |
|    | 2       | Mark Knowles          | Bahamy            |
|    | 2       | Lukáš Dlouhý          | Czechy            |
|    | 2       | Leander Paes          | Indie             |
|    | 2       | Mariusz Fyrstenberg   | Polska            |
|    | 2       | Marcin Matkowski      | Polska            |
|    | 2       | Julian Knowle         | Austria           |
|    | 2       | Jürgen Melzer         | Austria           |
|    | 2       | Jo-Wilfried Tsonga    | Francja           |
|    | 2       | Pablo Cuevas          | Urugwaj           |
|    | 2       | Julien Benneteau      | Francja           |
|    | 2       | Colin Fleming         | Wielka Brytania   |
|    | 2       | Ken Skupski           | Wielka Brytania   |
| 6  | 1       | Marc López            | Hiszpania         |
|    | 1       | Rafael Nadal          | Hiszpania         |
|    | 1       | Marc Gicquel          | Francja           |
|    | 1       | James Cerretani       | Stany Zjednoczone |
|    | 1       | Brian Dabul           | Argentyna         |
|    | 1       | Tommy Robredo         | Hiszpania         |
|    | 1       | Tommy Haas            | Niemcy            |
|    | 1       | Radek Štěpánek        | Czechy            |
|    | 1       | Arnaud Clément        | Francja           |
|    | 1       | Michaël Llodra        | Francja           |
|    | 1       | Alberto Martín        | Hiszpania         |
|    | 1       | Rik de Voest          | Południowa Afryka |
|    | 1       | Andy Roddick          | Stany Zjednoczone |
|    | 1       | Maks Mirny            | Białoruś          |
|    | 1       | Andy Ram              | Izrael            |
|    | 1       | Jan Hernych           | Czechy            |
|    | 1       | Ivo Minář             | Czechy            |
|    | 1       | Scott Lipsky          | Stany Zjednoczone |
|    | 1       | Marcelo Melo          | Brazylia          |
|    | 1       | André Sá              | Brazylia          |
|    | 1       | Michaił Jużny         | Rosja             |
|    | 1       | Christopher Kas       | Niemcy            |
|    | 1       | Philipp Kohlschreiber | Niemcy            |
|    | 1       | Jordan Kerr           | Australia         |
|    | 1       | Jaroslav Levinský     | Czechy            |
|    | 1       | Filip Polášek         | Słowacja          |
|    | 1       | Ernests Gulbis        | Łotwa             |
|    | 1       | Simon Aspelin         | Szwecja           |
|    | 1       | Paul Hanley           | Australia         |
|    | 1       | Marco Chiudinelli     | Szwajcaria        |
|    | 1       | Michael Lammer        | Szwajcaria        |
|    | 1       | Mahesh Bhupathi       | Indie             |
|    | 1       | Bruno Soares          | Brazylia          |
|    | 1       | Kevin Ullyett         | Zimbabwe          |
|    | 1       | Nicolas Mahut         | Francja           |

### gra podwójna – klasyfikacja państw
| Lp | Państwo           | Turnieje |
| 1  | Stany Zjednoczone | 25       |
| 2  | Czechy            | 14       |
| 3  | Kanada            | 9        |
|    | Serbia            | 9        |
| 4  | Francja           | 8        |
| 5  | Hiszpania         | 7        |
|    | Polska            | 7        |
|    | Austria           | 7        |
| 6  | Słowacja          | 6        |
| 7  | Wielka Brytania   | 4        |
| 8  | Niemcy            | 3        |
|    | Południowa Afryka | 3        |
|    | Rosja             | 3        |
|    | Belgia            | 3        |
|    | Szwecja           | 3        |
|    | Indie             | 3        |
|    | Brazylia          | 3        |
| 9  | Kanada            | 2        |
|    | Serbia            | 2        |
|    | Australia         | 2        |
|    | Szwajcaria        | 2        |
|    | Bahamy            | 2        |
|    | Urugwaj           | 2        |
| 10 | Argentyna         | 1        |
|    | Białoruś          | 1        |
|    | Izrael            | 1        |
|    | Łotwa             | 1        |
|    | Zimbabwe          | 1        |

### ogólna klasyfikacja tenisistów
| Lp | Tenisista              | Singel | Debel | Mikst | Suma |
| 1  | Daniel Nestor          | 0      | 9     | 0     | 9    |
|    | Nenad Zimonjić         | 0      | 9     | 0     | 9    |
| 2  | Bob Bryan              | 0      | 7     | 1     | 8    |
| 3  | Mike Bryan             | 0      | 7     | 0     | 7    |
| 4  | Andy Murray            | 6      | 0     | 0     | 6    |
|    | Rafael Nadal           | 5      | 1     | 0     | 6    |
| 5  | Novak Đoković          | 5      | 0     | 0     | 5    |
|    | Nikołaj Dawydienko     | 5      | 0     | 0     | 5    |
|    | Jo-Wilfried Tsonga     | 3      | 2     | 0     | 5    |
|    | František Čermák       | 0      | 5     | 0     | 5    |
|    | Michal Mertiňák        | 0      | 5     | 0     | 5    |
| 6  | Rajeev Ram             | 1      | 3     | 0     | 4    |
|    | Roger Federer          | 4      | 0     | 0     | 4    |
| 7  | Juan Martín del Potro  | 3      | 0     | 0     | 3    |
|    | Radek Štěpánek         | 2      | 1     | 0     | 3    |
|    | Tommy Robredo          | 2      | 1     | 0     | 3    |
|    | Mardy Fish             | 1      | 2     | 0     | 3    |
|    | Dmitrij Tursunow       | 1      | 2     | 0     | 3    |
|    | Jürgen Melzer          | 1      | 2     | 0     | 3    |
|    | Martin Damm            | 0      | 3     | 0     | 3    |
|    | Robert Lindstedt       | 0      | 3     | 0     | 3    |
|    | Eric Butorac           | 0      | 3     | 0     | 3    |
|    | Marcel Granollers      | 0      | 3     | 0     | 3    |
|    | Łukasz Kubot           | 0      | 3     | 0     | 3    |
|    | Oliver Marach          | 0      | 3     | 0     | 3    |
|    | Mark Knowles           | 0      | 1     | 2     | 3    |
| 8  | Marin Čilić            | 2      | 0     | 0     | 2    |
|    | Albert Montañés        | 2      | 0     | 0     | 2    |
|    | Andy Roddick           | 1      | 1     | 0     | 2    |
|    | Tommy Haas             | 1      | 1     | 0     | 2    |
|    | Michaił Jużny          | 1      | 1     | 0     | 2    |
|    | Dick Norman            | 0      | 2     | 0     | 2    |
|    | Wesley Moodie          | 0      | 2     | 0     | 2    |
|    | Lukáš Dlouhý           | 0      | 2     | 0     | 2    |
|    | Leander Paes           | 0      | 2     | 0     | 2    |
|    | Mariusz Fyrstenberg    | 0      | 2     | 0     | 2    |
|    | Marcin Matkowski       | 0      | 2     | 0     | 2    |
|    | Mahesh Bhupathi        | 0      | 1     | 1     | 2    |
|    | Julian Knowle          | 0      | 2     | 0     | 2    |
|    | Pablo Cuevas           | 0      | 2     | 0     | 2    |
|    | Colin Fleming          | 0      | 2     | 0     | 2    |
|    | Ken Skupski            | 0      | 2     | 0     | 2    |
|    | Julien Benneteau       | 0      | 2     | 0     | 2    |
| 9  | David Nalbandian       | 1      | 0     | 0     | 1    |
|    | Fernando González      | 1      | 0     | 0     | 1    |
|    | Nicolás Almagro        | 1      | 0     | 0     | 1    |
|    | Juan Carlos Ferrero    | 1      | 0     | 0     | 1    |
|    | Lleyton Hewitt         | 1      | 0     | 0     | 1    |
|    | Tomáš Berdych          | 1      | 0     | 0     | 1    |
|    | Guillermo García-López | 1      | 0     | 0     | 1    |
|    | Benjamin Becker        | 1      | 0     | 0     | 1    |
|    | Robin Söderling        | 1      | 0     | 0     | 1    |
|    | Jérémy Chardy          | 1      | 0     | 0     | 1    |
|    | Robby Ginepri          | 1      | 0     | 0     | 1    |
|    | Sam Querrey            | 1      | 0     | 0     | 1    |
|    | Thomaz Bellucci        | 1      | 0     | 0     | 1    |
|    | Fernando Verdasco      | 1      | 0     | 0     | 1    |
|    | Gaël Monfils           | 1      | 0     | 0     | 1    |
|    | Gilles Simon           | 1      | 0     | 0     | 1    |
|    | Markos Pagdatis        | 1      | 0     | 0     | 1    |
|    | Ivan Ljubičić          | 1      | 0     | 0     | 1    |
|    | Serhij Stachowski      | 1      | 0     | 0     | 1    |
|    | Marc López             | 0      | 1     | 0     | 1    |
|    | Marc Gicquel           | 0      | 1     | 0     | 1    |
|    | James Cerretani        | 0      | 1     | 0     | 1    |
|    | Brian Dabul            | 0      | 1     | 0     | 1    |
|    | Arnaud Clément         | 0      | 1     | 0     | 1    |
|    | Michaël Llodra         | 0      | 1     | 0     | 1    |
|    | Alberto Martín         | 0      | 1     | 0     | 1    |
|    | Rik de Voest           | 0      | 1     | 0     | 1    |
|    | Maks Mirny             | 0      | 1     | 0     | 1    |
|    | Andy Ram               | 0      | 1     | 0     | 1    |
|    | Jan Hernych            | 0      | 1     | 0     | 1    |
|    | Ivo Minář              | 0      | 1     | 0     | 1    |
|    | Scott Lipsky           | 0      | 1     | 0     | 1    |
|    | Marcelo Melo           | 0      | 1     | 0     | 1    |
|    | André Sá               | 0      | 1     | 0     | 1    |
|    | Christopher Kas        | 0      | 1     | 0     | 1    |
|    | Philipp Kohlschreiber  | 0      | 1     | 0     | 1    |
|    | Jordan Kerr            | 0      | 1     | 0     | 1    |
|    | Jaroslav Levinský      | 0      | 1     | 0     | 1    |
|    | Filip Polášek          | 0      | 1     | 0     | 1    |
|    | Ernests Gulbis         | 0      | 1     | 0     | 1    |
|    | Simon Aspelin          | 0      | 1     | 0     | 1    |
|    | Paul Hanley            | 0      | 1     | 0     | 1    |
|    | Marco Chiudinelli      | 0      | 1     | 0     | 1    |
|    | Michael Lammer         | 0      | 1     | 0     | 1    |
|    | Bruno Soares           | 0      | 1     | 0     | 1    |
|    | Kevin Ullyett          | 0      | 1     | 0     | 1    |
|    | Nicolas Mahut          | 0      | 1     | 0     | 1    |
|    | Travis Parrott         | 0      | 0     | 1     | 1    |

### ogólna klasyfikacja państw
| Lp | Państwo           | Singel | Debel | Mikst | Suma |
| 1  | Stany Zjednoczone | 5      | 25    | 2     | 32   |
| 2  | Hiszpania         | 12     | 7     | 0     | 19   |
| 3  | Czechy            | 3      | 14    | 0     | 17   |
| 4  | Francja           | 6      | 8     | 0     | 14   |
|    | Serbia            | 5      | 9     | 0     | 14   |
| 5  | Rosja             | 7      | 3     | 0     | 10   |
| 6  | Wielka Brytania   | 5      | 4     | 0     | 9    |
|    | Kanada            | 0      | 9     | 0     | 9    |
| 7  | Austria           | 1      | 7     | 0     | 8    |
| 8  | Polska            | 0      | 7     | 0     | 7    |
| 9  | Szwajcaria        | 4      | 2     | 0     | 6    |
|    | Słowacja          | 0      | 6     | 0     | 6    |
| 10 | Argentyna         | 4      | 1     | 0     | 5    |
|    | Niemcy            | 2      | 3     | 0     | 5    |
| 11 | Szwecja           | 1      | 3     | 0     | 4    |
|    | Brazylia          | 1      | 3     | 0     | 4    |
| 12 | Chorwacja         | 3      | 0     | 0     | 3    |
|    | Australia         | 1      | 2     | 0     | 3    |
|    | Indie             | 0      | 2     | 1     | 3    |
|    | Południowa Afryka | 0      | 3     | 0     | 3    |
| 13 | Belgia            | 0      | 2     | 0     | 2    |
|    | Urugwaj           | 0      | 2     | 0     | 2    |
|    | Bahamy            | 0      | 1     | 1     | 2    |
| 14 | Chile             | 1      | 0     | 0     | 1    |
|    | Cypr              | 1      | 0     | 0     | 1    |
|    | Ukraina           | 1      | 0     | 0     | 1    |
|    | Białoruś          | 0      | 1     | 0     | 1    |
|    | Izrael            | 0      | 1     | 0     | 1    |
|    | Łotwa             | 0      | 1     | 0     | 1    |
|    | Zimbabwe          | 0      | 1     | 0     | 1    |